# مسجد قيس بن ثابت (الملا عمر كومبتي)
جامع الملا عمر كومبتي، في محافظة كركوك في العراق، ومسجل في وزارة الأوقاف العراقية بأسم مسجد قيس بن ثابت، وهو من مساجد العراق التاريخية في كركوك، ولقد أنشيء الجامع في سنة 1234هـ/1818م، من قبل السيد إبراهيم ملا عمر الكومبتي، في منطقة الزوية، وتبلغ مساحته 700م2، وما زال المسجد محافظاً على هيئتهِ القديمة التراثية من الداخل، وسمي المسجد بهذا الأسم لأن العائلة التي بنت المسجد كانت من سكنة قرية كوميد.
ومن الأئمة الأعلام والمشايخ الذين خدموا فيه وأحدثوا الكثير من الصيانة والترميمات:
- الشيخ عباس هادي
- الملا صالح نوري.

وتقام في المسجد حالياً الصلوات الخمسة المكتوبة.